# کولومیتسوو
کولومیتسوو (انگلیسی: Kolomytsevo) یک شهرک در بخش کراسنوگفاردیسکی استان بلگورود کشور روسیه است.